# Shutter
Shutter és una pel·lícula de terror tailandèsa dirigida per Banjong Pisanthanakun i Parkpoom Wongpoom i estrenada el 2004. Ha estat doblada al català.

## Argument
Avançada la nit, en una carretera rural, Tun i Jane atropellen accidentalment a un misteriós vianant. Fugen de l'escena i tornen al seu quefer quotidià a Bangkok. No obstant això, alguns fenòmens sense explicació comencen a convertir la seva vida en un malson constant. Jane es veu assetjada per terribles somnis. Tun, fotògraf de professió, percep estranyes figures espectrals que comencen a aparèixer en les seves fotografies. Quan decideixen tornar al lloc de l'accident per investigar, no queda cap rastre de la víctima ni notícia alguna sobre la seva desaparició o sobre el descobriment del cadàver. No obstant això, un a un, van morint els amics més propers de Tun. Tant ell com Jane saben molt bé que han de resoldre aquest misteri abans que sigui aquest el que destrueixi les seves pròpies vides.

## Repartiment
- Ananda Everingham: Tun
- Natthaweeranuch Thongmee: Jane
- Achita Sikamana: Natre
- Unnop Chanpaibool: Tonn
- Chachchaya Chalemphol: la dona de Tonn
- Sivagorn Muttamara: Meng
- Titikarn Tongprasearth: Jim
- Achita Wuthinounsurasit: Netre

## Rebuda
- Premis 2005: Festival de Sitges: Secció oficial llargmetratges a concurs
- Crítica:"Humil, però no menyspreable (...) no és el súmmum de la novetat, però els seus cops amagats i la pesantor de la seva atmosfera (...) porten les coses justament a aquest terreny que tant agrada als amants del gènere: el dels tempestuosos tremolors."[3]